# Microlicia luetzelburgii
Microlicia luetzelburgii är en tvåhjärtbladig växtart som beskrevs av Markgr.. Microlicia luetzelburgii ingår i släktet Microlicia och familjen Melastomataceae. Inga underarter finns listade i Catalogue of Life.